# Estanislao de Cracovia
San Estanislao de Cracovia (Szczepanów, Polonia, 26 de julio de 1030 - Cracovia, Voivodato de Pequeña Polonia, 11 de abril de 1076) fue un obispo de Cracovia, mártir y santo polaco.
Estanislao estudió en la ciudad de Gniezno, luego fue enviado por sus padres a París, en Francia y a Lieja, en Bélgica. Cuando regresó a Polonia, fue ordenado sacerdote por Lambert Suła, el entonces obispo de Cracovia. Cuando Lambert Suła murió en 1072, fue ordenado nuevo obispo de Cracovia. Estanislao criticaba mucho los crueles castigos del rey polaco Boleslao II el Temerario y tuvo varios conflictos en materia del propiedades y terrenos. En una oportunidad, Boleslao afirmó que uno de los terrenos que había recibido el obispado de Cracovia no le correspondían y exigió que Estanislao renunciase a ellos de inmediato. Según la leyenda, Estanislao resolvió resucitar a Pedro, el noble que había hecho la donación, y lo llevó a testificar. Sin poder objetar el asunto, Boleslao se vio forzado a ceder. Sin embargo, los conflictos se agudizaron más aún, hasta que el monarca ordenó a sus hombres que ejecutasen al obispo. Sin atreverse siquiera a tocarlo, la leyenda relata que Boleslao mismo tomó su espada y asesinó a Estanislao mientras celebraba una misa el 11 de abril de 1076.
Como castigo, Boleslao aplicó una medida común en esa época, la de descuartizar el cuerpo sin vida del Santo, el cuerpo del cual, milagrosamente, luego de ser colocado en su ataúd, se rehízo y recuperó su gracia. El asesinato generó disturbios e inestabilidad en Polonia, tras lo cual, Boleslao se vio forzado a huir a la corte de su primo, el rey San Ladislao I de Hungría.